# Jean-Baptiste Verhaegen
Jean-Baptiste Verhaegen (Gent, 9 oktober 1892 - Schandelah, Duitsland, 17 februari 1945) was een Belgisch advocaat, schepen van Merelbeke en verzetsheld.

## Levensloop
Verhaegen was het tiende en laatste kind van Arthur Verhaegen (1847-1917) en van Claire Lammens (1849-1921).
Op 4 augustus 1914 meldde hij zich als vrijwilliger aan bij het Belgisch leger en bracht vier jaar door in de loopgrachten van de Eerste Wereldoorlog, waarna hij zijn rechtenstudies beëindigde aan de Katholieke Universiteit Leuven. Hij schreef zich als advocaat in aan de balie van Gent, zonder echter veel het beroep uit te oefenen.
In 1920 trouwde hij met Simonne Piers de Raveschoot (1897-1978), dochter van de burgemeester van Olsene, Stanislas Piers de Raveschoot. Ze kregen vijf zoons, met een talrijk nageslacht:
- Freddy Verhaegen (1921-1944), oorlogsvrijwilliger, gesneuveld in Thorn (Nederland) 26 september 1944.
- Pierre Verhaegen (1923-1997), burgemeester van Merelbeke, x Michelle d'Hoop de Synghem (1927-2014).
- Paul Verhaegen (1924-1979), advocaat, politiek gevangene, x Godelieve du Bus de Warnaffe (1925-2017).
- Guy Verhaegen (1927-2019), jezuïet, missionaris in Centraal-Afrika.
- Benoît Verhaegen (1929-2009), hoogleraar, x Marie du Bus de Warnaffe (1926-2010), xx Françoise Van Egroo (1938- ).

Sterk beïnvloed door zijn oorlogservaringen, werd Verhaegen actief in sociale activiteiten, onder meer in het bouwen van goedkope arbeiderswoningen. Hij kreeg in de familie een reputatie van "socialist". Toen zijn vader overleed, nadat hij uit Duitse gevangenschap was teruggekeerd, nam hij zijn opvolging als gemeenteraadslid en schepen van Merelbeke voor de katholieke partij.
Begin jaren dertig knoopte hij vriendschap aan met Pol de Mont, die hoofd werd van de Rexpartij in Vlaanderen. In 1936 stond Verhaegen op de Rexlijst voor de parlementsverkiezingen, zonder echter verkozen te zijn. Hij kreeg onenigheid met de burgemeester van Merelbeke, kwam op met een scheurlijst bij de gemeenteverkiezingen van 1938 en werd tot gemeenteraadslid herkozen. Nog voor de Tweede Wereldoorlog begon, had hij Rex verlaten.
In mei 1940 wou hij zich opnieuw aanmelden bij het Belgisch leger maar omwille van zijn leeftijd werd hij geweigerd. In mei 1941 begon hij aan zijn verzetsactiviteiten, door het regelmatig verschaffen van informatie aan zijn contact binnen de inlichtingendienst Zig, dom Antoine de Meester van de Sint-Andriesabdij. Het ging om inlichtingen over de bewegingen op de vliegvelden van Ursel, Maldegem en Sint-Denijs-Westrem en vooral over de bewegingen van troepen en oorlogsmaterieel in het belangrijk rangeerstation van Merelbeke. In mei 1942 was zijn oudste zoon, Freddy Verhaegen naar Engeland vertrokken. Hij hielp in augustus 1944 als lid van de Brigade Piron België te bevrijden, maar op 27 september 1944 sneuvelde hij in Nederland.
Op 15 september 1942 viel de Gestapo binnen op het kasteel Blauwhuys, de woning van het gezin Verhaegen. Hoewel geen bewijzen van verzetsdaden werden gevonden, behalve het luisteren naar de Engelse radio, werden de beide ouders en de zoons Pierre en Paul gearresteerd. Op 1 december 1942 werd Jean Verhaegen veroordeeld tot 3 jaar dwangarbeid, zijn vrouw tot 18 maanden dwangarbeid en Paul tot 6 maanden gevangenis, terwijl Pierre werd vrijgelaten na drie maanden voorarrest. Jean verbleef in een hele reeks gevangenissen: Gent, Sint-Gillis, Aken, Kassel, Frankfurt am Main, Trier, Keulen, opnieuw Sint-Gillis en Leuven, waar hij werd vrijgelaten.
Terug thuis bleef hij afzijdig van verdere verzetsactiviteiten, in tegenstelling tot zijn zoon Pierre die actief was in het Geheim Leger. Paul was ondertussen in de clandestiniteit verdwenen. Op 4 augustus 1944 viel de Gestapo opnieuw het Blauwhuys binnen en arresteerde Jean en Pierre Verhaegen. Ze werden als Nacht und Nebel-slachtoffers, met het laatste konvooi vanuit België naar het concentratiekamp Neuengamme vervoerd en er te werk gesteld in het bijkamp Schandelah. Jean overleed er van uitputting op 17 februari 1945, tijdens een appel, in de armen van zijn zoon Pierre. Om zijn vader te kunnen begraven zal hij hem twee uur lang vasthouden. 

## Publicaties
- Jean VERHAEGEN, Vers la victoire par la souffrance et par la mort. Souvenirs d'un patrouilleur belge à l'offensive du 28 septembre 1918, 1920.
  - Postume heruitgave door Benoît Verhaegen in 2001 bij Uitgeverij l'Harmattan in twee boekdelen:
    - Les crapouillots belges, juin 1915 - novembre 1917.
    - Vers la victoire de 1918.
- Jean VERHAEGEN, Prisonnier des Allemands, 1942-1944, 1995.